# 歌川春中
歌川 春中（うたがわ はるなか、生没年不詳）とは、江戸時代の浮世絵師。

## 来歴
歌川芳春の門人。明治6年（1873年）建立の一勇斎歌川先生墓表に、「芳春社中」として「春中」の名があるが、その他の経歴や作については不明。『浮世絵師人名辞書』は作画期を「慶応頃」としている。